# Suan cai
El suan cai (también llamado chucrut chino) es un encurtido tradicional de repollo chino de la cocina china. Se emplea de diversas formas. El suan cai es una forma única de pao cai, debido a la materia prima usada y el método de producción.

## Producción

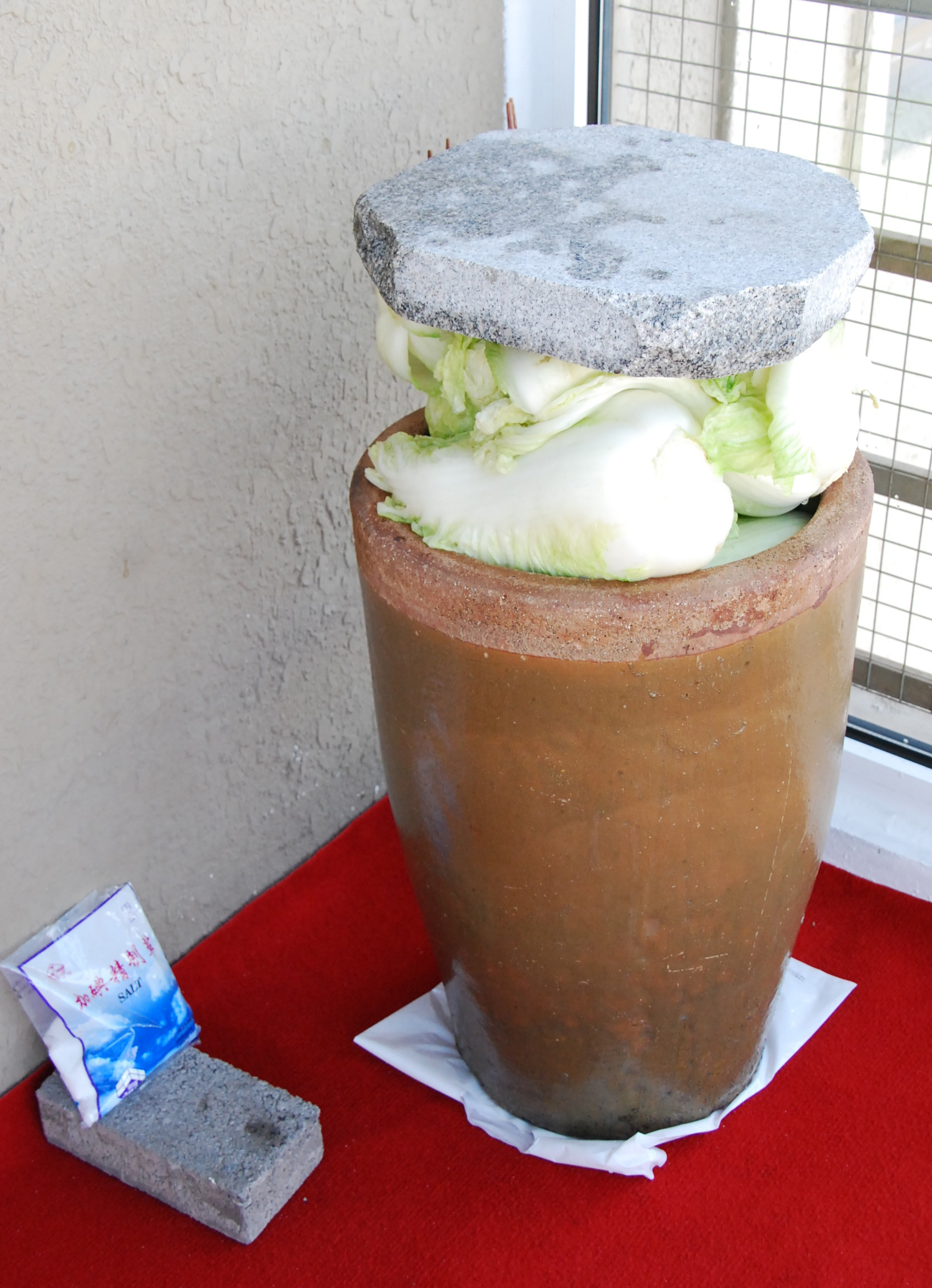
La piedra pesada puesta sobre los repollos chinos en un cacharro grande se hundirá en unas pocas semanas cuando empiece la fermentación. La sal, que aparece en el bolsita de plástica en la esquina inferior izquierda, suele ser el único aditivo empleado.

Tradicionalmente, en el norte de China se ha usado el repollo napa como vegetal predilecto mientras en el sur se usa la variedad de mostaza china jìe cai (芥菜) para preparar suan cai, encurtido que difiere del resto de pao cai en que durante el proceso de producción la verdura se comprime. Esto se logra poniendo un peso elevado, como puede ser una roca grande, sobre la tapa del contenedor de forma que el repollo chino de dentro se prense lentamente y fermente. La compresión del vegetal ayuda a obtener un sabor distintivo.
Normalmente el repollo se escalda y se pone luego en un contenedor con agua fría y sal. El suan cai se emplea a menudo en la cocina con carne, especialmente cerdo. Se dice que neutraliza la grasa de la carne.

## Variantes regionales

### China continental y Taiwán
En la gastronomía china islámica el suan cai se añade sobre las sopas de fideos, especialmente la sopa de fideos con vaca.

### Hong Kong
En la gastronomía cantonesa se sirve a menudo en un platito como aperitivo, normalmente de forma gratuita. A veces puede estar disponible en pequeños recipientes sobre la mesa. También hay variantes cantonesas, como el suan cai salado (鹹酸菜).

### Noreste de China
En la gastronomía del noreste de China el suan cai se hace de repollo napa y tiene un sabor parecido al chucrut. Como parte de la cocina de Manchuria, se usa con dumplings y hervido, o salteado, y con mayor frecuencia para hacer estofado de suan cai y cerdo.

### Hot pot
En la cocina hot pot se ha empleado como un ingrediente más.

## Comparación
El suan cai es parecido al chucrut, una receta de repollo fermentado, que es común en muchas gastronomías del norte de Europa, especialmente la alemana